# مایکل لانر (بازیگر)
مایکل لانر (انگلیسی: Michael Lerner؛ زادهٔ ۲۲ ژوئن ۱۹۴۱ – درگذشتهٔ ۸ آوریل ۲۰۲۳) هنرپیشه اهل ایالات متحده آمریکا بود. وی از سال ۱۹۶۳ تا ۲۰۲۳ میلادی مشغول فعالیت بود.

## گزیده فیلم‌شناسی
از فیلم‌ها یا برنامه‌های تلویزیونی که وی در آن نقش داشته است می‌توان به آثار زیر اشاره کرد.
- آلکس در سرزمین عجایب (۱۹۷۰)
- نامزد (فیلم ۱۹۷۲) (۱۹۷۲)
- فستیوال (فیلم ۱۹۷۴) (۱۹۷۴)
- سنت آیوس (فیلم ۱۹۷۶) (۱۹۷۶)
- آن‌سوی نیمه‌شب (فیلم) (۱۹۷۷)
- خط مرزی (فیلم ۱۹۸۰) (۱۹۸۰)
- پستچی همیشه دو بار زنگ می‌زند (فیلم ۱۹۸۱) (۱۹۸۱)
- هشت مرد بیرونی (۱۹۸۸)
- شب‌های هارلم (۱۹۸۹)
- بارتون فینک (۱۹۹۱)
- آموس و اندرو (۱۹۹۳)
- راه فراری نیست (فیلم ۱۹۹۴) (۱۹۹۴)
- جاده‌ای به ولویل (۱۹۹۴)
- هیچ راهی برای بازگشت نیست (فیلم ۱۹۹۵) (۱۹۹۵)
- برای ثروتمند یا فقیر (۱۹۹۷)
- مردان امن (۱۹۹۸)
- گودزیلا (فیلم ۱۹۹۸) (۱۹۹۸)
- ستاره مشهور (فیلم ۱۹۹۸) (۱۹۹۸)
- افسانه مومیایی (۱۹۹۸)
- جوخه مد (۱۹۹۹)
- مرغ مقلد آواز نخوان (۲۰۰۱)
- ۱۰۱ سگ خالدار ۲ (۲۰۰۲)
- الف (فیلم) (۲۰۰۳)
- بچه کلسیم (۲۰۰۴)
- عشق و بلایای دیگر (۲۰۰۶)
- آخرین بار (فیلم) (۲۰۰۶)
- کریسمس دنیس منس (۲۰۰۷)
- یک مرد جدی (۲۰۰۹)
- ای آینه ای آینه (فیلم) (۲۰۱۲)
- مردان ایکس: روزهای گذشته آینده (۲۰۱۴)
- دکتر کیلدر (۱۹۶۳)
- وکلای جوان (۱۹۷۰)
- آیرونساید (مجموعه تلویزیونی) (۱۹۷۲)
- نایت گالری (۱۹۷۲)
- خیابان‌های سان‌فرانسیسکو (۱۹۷۲)
- وضعیت اضطراری! (۱۹۷۳)
- کارآگاه راکفورد (۱۹۷۴)
- کارآگاه راکفورد (۱۹۷۶)
- کوجک (مجموعه تلویزیونی) (۱۹۷۸)
- داستان‌های شگفت‌انگیز (مجموعه تلویزیونی ۱۹۸۵) (۱۹۸۷)
- دست‌های یک غریبه (۱۹۸۷)
- زندگی در زمان جنگ (۲۰۰۹)
- ایکوالایزر (مجموعه تلویزیونی) (۱۹۸۸)
- دیدبان سوم (۲۰۰۱)
- دارودسته (مجموعه تلویزیونی) (۲۰۰۷)
- همسر خوب (۲۰۱۲)
- گلی (مجموعه تلویزیونی) (۲۰۱۳–۱۴)
- کمدی بنگ! بنگ! (۲۰۱۵)